# KIF Kolding
KIF Kolding, (pełna nazwa: KIF Håndbold Elite A/S), klub piłki ręcznej z Danii, powstały w 1941 roku z bazą w Koldingu.
Klub dzieli się na sekcję: kobiet i mężczyzn.
Sekcja kobiet występuje pod nazwą KIF Vejen w GuldBageren Ligaen.

## Sekcja mężczyzn

### Sukcesy
- Mistrzostwo Danii:  (12x) 1987, 1988, 1990, 1991, 1993, 1994, 2001, 2002, 2003, 2005, 2006, 2009
- Puchar Danii:  (6x) 1990, 1994, 1999, 2002, 2005, 2007

## Kadra
- Lars Christiansen
- Bo Spellerberg
- Kasper Søndergaard Sarup
- Kim Andersson